# Pierre-Jacques Maulde de Loisellerie
Pierre-Jacques Maulde de Loisellerie, né le 3 septembre 1758 à Angoulême (Charente) et mort le 27 juin 1811 à Angoulême, est un homme politique français.

## Biographie
Grand propriétaire terrien, il est élu député à l'Assemblée législative le 22 août 1792, puis à la Convention le 6 septembre 1792.
Siègeant parmi les modérés, il vote contre la mort du roi lors de son procès.
Il est élu au Conseil des Cinq-Cents le 21 vendémiaire an IV (1795).
En l'an VIII (1798), il est nommé au conseil général.
Il hérite du château de l'Oisellerie à La Couronne.
Sa femme, Marie Guimberteau, est une cousine du conventionnel Guimberteau.
Il est aussi juge au tribunal civil d'Angoulême, jusqu'à son décès, en 1811.

## Sources
- « Pierre-Jacques Maulde de Loisellerie », dans Adolphe Robert et Gaston Cougny, Dictionnaire des parlementaires français, Edgar Bourloton, 1889-1891 [détail de l’édition]
- Jean Jézéquel, Grands notables du Premier Empire, Éditions du CNRS, 1986, p. 74